# Yolanda Saldívar
Yolanda Saldívar (San Antonio, 19 settembre 1960) è una criminale e truffatrice statunitense di origini messicane, giudicata colpevole per l'omicidio della cantante Selena, avvenuto il 31 marzo 1995 nella città di Corpus Christi, e condannata all'ergastolo con possibilità di libertà condizionale prevista per i 30 anni successivi al delitto.

## Biografia
Yolanda Saldívar è nata a San Antonio, in Texas, il 19 settembre 1960 da Frank, capo cameriere presso un ristorante messicano, e Juanita Saldívar. In tenera età frequentò diverse scuole elementari. In pieno periodo adolescenziale invece frequentò la John F. Kennedy High School della sua città, per poi frequentare altri due licei, prima di diplomarsi nel 1979 alla McCollum High School. Nel 1985 prosegue i suoi studi all'Università di Austin, prima di ritornare a San Antonio per frequentare il Palo Alto College.
In seguito, nel 1990 ottenne una laurea in infermieristica alla Texas A&M International University e da quel momento iniziò a lavorare come infermiera in un ospedale. Nel marzo 1991 ricevette una licenza da infermiera che le permetteva di guadagnare 60 000 dollari l'anno. Riccardo Soglia, il suo datore di lavoro, la citò in giudizio con l'accusa di aver rubato 9 200 dollari. La sentenza decise di assolverla, ma ella venne richiamata nuovamente in giudizio per non aver rimborsato un prestito studentesco di 7 361 dollari.

### Il fanclub dedicato a Selena
Nei successivi quattro anni, la Saldívar, dopo aver lavorato in altri due ospedali, si appassionò di musica tejana e iniziò ad assistere a diversi concerti. Dopo aver visto uno dei concerti della cantante Selena, cominciò ad avvicinarsi a lei e convincerla ad entrare a far parte di un fanclub che la stessa Saldívar voleva fondare in suo onore. La cantante accettò questa richiesta e Yolanda divenne presidente e responsabile del club, oltre a divenire anche manager dei negozi d'abbigliamento con il suo nome. Già a partire dal 1993 il fanclub raggiunse 1 500 membri in meno di quattro anni, fino ad arrivare a quota 5 000, diventando così uno dei fanclub più importanti di San Antonio.

### L'omicidio di Selena
Nella primavera del 1995 la famiglia di Selena scoprì che la Saldívar aveva dirottato e sperperato dei fondi monetari del club e dei negozi d'abbigliamento, cosa che portò i familiari della cantante a licenziarla. Il 31 marzo di quell'anno Selena e la Saldívar si accordarono per incontrarsi al motel Days Inn di Corpus Christi, in modo che la cantante potesse recuperare i documenti necessari per controllare i dati finanziari. Una volta arrivati al motel, la cantante domandò all'ex-assistente dei documenti, ma dalla discussione ne nacque un violento litigio, fin quando la Saldívar non giunse ad estrarre una pistola dalla sua borsetta. Selena, spaventata, cercò di fuggire, ma fu immediatamente raggiunta da un colpo di proiettile alla schiena esploso dalla donna. Prima di perdere completamente i sensi, Selena fece il nome di chi le aveva sparato e del numero della stanza in cui era stata colpita. Un impiegato, accortosi del fatto, chiamò la polizia e un'ambulanza. All'arrivo in ospedale, però, Selena morì per dissanguamento, a 23 anni.

### Il processo e la condanna
La Saldívar venne subito arrestata e venne istituito un processo in un tribunale di Houston. Prima che il processo iniziasse, la CNN riferì che i procuratori avrebbero dovuto introdurre una controversa confessione della polizia sottoscritta dalla Saldívar, la quale ammise di aver sparato a Selena per una semplice questione familiare e lavorativa. Il suo avvocato sostenne inoltre che la sparatoria era accidentale, ma l'accusa sottolineò che la Saldívar non prestò soccorso alla cantante. Il giudice della corte richiese per tanto ai giurati di condannare l'imputata per omicidio volontario.
Il 23 ottobre 1995 fu ritenuta colpevole di omicidio di primo grado e condannata tre giorni dopo all'ergastolo senza possibilità di libertà condizionale per almeno trent'anni, venendo rinchiusa nella prigione femminile Patrick O'Daniel Unit a Gatesville, nel Texas. Ha presentato una richiesta di grazia nel marzo 2025, ma è stata in seguito rigettata; potrà richiederla nuovamente solo nel 2030.

## Nella cultura di massa
La storia di Selena e della Saldívar fu trattata nel film Selena (1997), dove l'omicida è interpretata da Lupe Ontiveros, e nella serie televisiva Selena: La Serie, pubblicata sul Netflix nel 2020, dove invece è interpretata da Natasha Perez.